# ورد (اسم)
ورد هو اسم علم مذكر ومؤنث من أصل عربي، ومعناه هو الزهر المعروف بألوانه وعطره، والأسد الشجاع، والزعفران، والجواد الأحمر اللون يميل إلى الصفرة.

## شخصيات تحمل الاسم
- ورد الخال (فنانة لبنانية، 12 أبريل 1971 – )
- ورد النجم
- ورد بن خالد السلمي
- ورد بن قتادة
- ورد جنان قادين (زوجة السلطان العثماني عبد المجيد الأول، 18 أكتوبر 1825 – 9 نوفمبر 1889)

## وصلات خارجية
- موسوعة السلطان قابوس لأسماء العرب